# デルフィニウム属
デルフィニウム属（デルフィニウムぞく）とはキンポウゲ科の属の一つ。学名のDelphiniumは、ギリシア語でイルカを意味するDelphisから。これは、つぼみの形がイルカに似ていることに由来する。和名はヒエンソウ属（飛燕草属）である。今まで、チドリソウ属 (Consolida) として扱われていた植物群も現在、ヒエンソウ属に編入された。

## 概要
ヨーロッパ、北アメリカ、アジア、熱帯アフリカの山地に1478種程度が分布する｡日当たりと風通しがよく、水はけのよい場所を好む。 元来多年草であるが、日本の夏の暑さに耐えられないため、園芸店などでは一年草として扱われている。増やしたい場合は種で増やすことができる。発芽適温は15～20℃で、およそ2週間で発芽する。開花後は、一番花が終わりかけたころ、花茎を株元で切り戻すと、二番花を楽しめることがある。アルカロイドの一種、デルフィニンを有し、食べると下痢や嘔吐を起こし、死に至る場合がある。

### 名前の由来
名前はギリシア語の「デルフィン（イルカ）」に由来する。
ギリシャにはデルフィニウムに関する逸話も残っている。昔、ギリシャのエリシタンという海岸に、オルトープスという若者がいた。魚を釣るのが好きで、暇を見つけては、海で釣りをしていたという。ある日、若者は巨岩から足を滑らせ、海に落ちた。若者を助けてくれたのはイルカで、それから若者とイルカは気持ちが通じ合い、毎日のように海辺で戯れあった。ある日、漁師たちがイルカを一網打尽にしようと相談を始めた。若者はイルカたちをはるか海岸まで逃がしたが、そのために漁師たちに殺され、死体は海に投げ捨てられてしまった。イルカたちは深く悲しみ、若者の魂が花に宿るよう神に訴えた。神はその友情を喜び、若者を飛燕草の花に変えたという。

## 主な種
- チドリソウ（Delphinium ajacis L., 1753）
- ヒエンソウ (Delphinium × cultorum Voss, 1894)
- オオバナヒエンソウ（Delphinium grandiflorum L., 1753）
- セリバヒエンソウ（Delphinium anthriscifolium Hance, 1868）